# Hodișești
Hodișești falu Romániában, Erdélyben, Fehér megyében. Közigazgatásilag Bisztra községhez tartozik.

## Fekvése
Mócvidéken, Bisztra közelében, Dealu Muntelui mellett fekvő település.

## Története
Hodişeşti korábban Dealu Muntelui része volt, 1956 körül vált külön településsé 174 lakossal.
1966-ban 202, 1977-ben 254, 1992-ben 322, 2002-ben pedig 326 román lakosa volt.